# Kunstformen der Natur

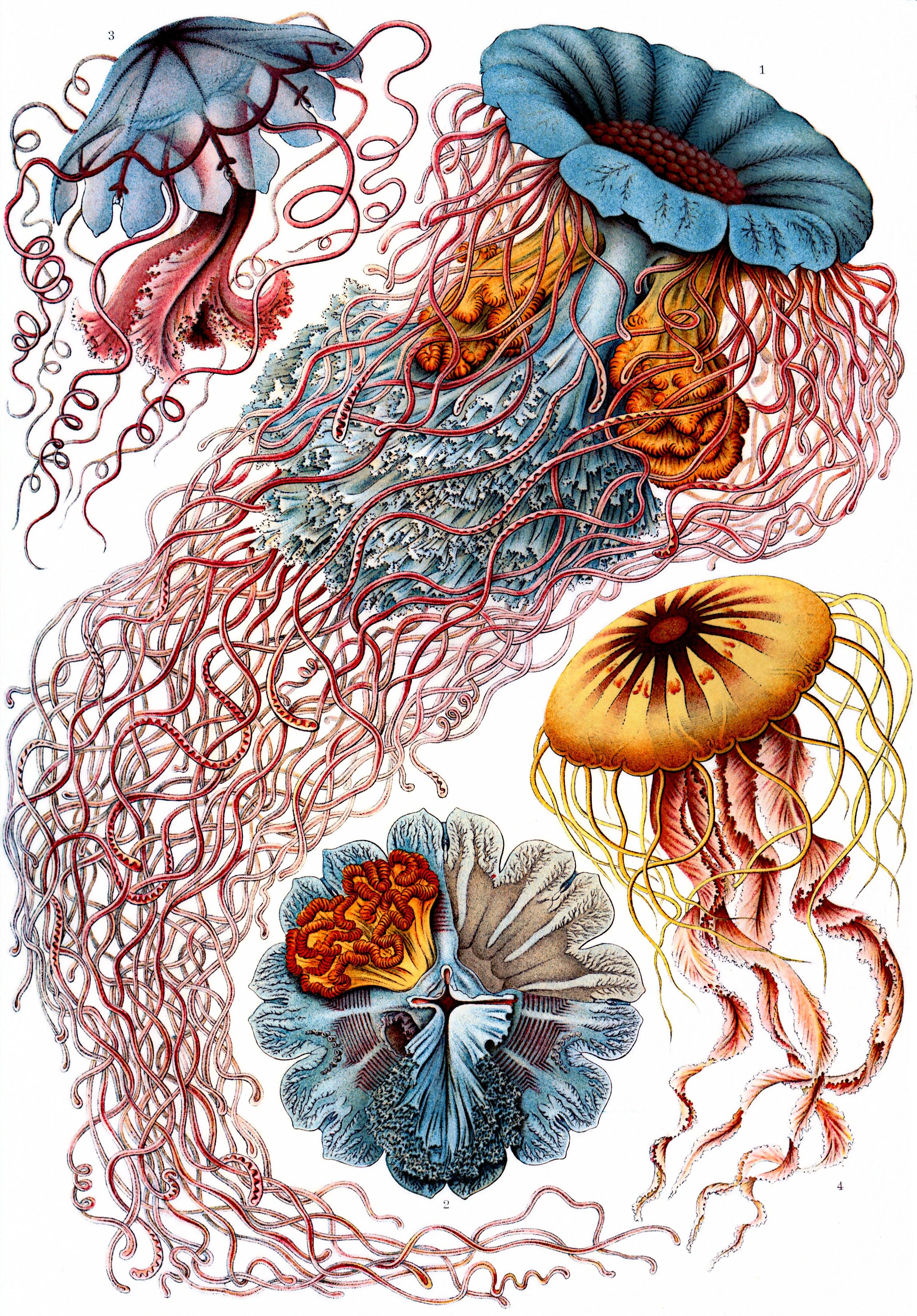
Plaat 8: Discomedusae. De twee centrale figuren zijn Cyanea annasethe; de tentakels herinnerden Haeckel aan het lange golvende haar van zijn vrouw.

Kunstformen der Natur (Kunstvormen der natuur) is een boek met lithografische prenten van de Duitse bioloog Ernst Haeckel. De oorspronkelijke publicatie bestond uit sets van tien tussen 1899 en 1904 en als compleet boek in 1904. Een tweede editie van Kunstformen, met slechts 30 prenten, werd uitgegeven in 1924.

## Beschrijving
Het boek bevat 100 prenten van verschillende organismen, waarvan Haeckel er vele zelf voor het eerst beschreef. Lithograaf Adolf Giltsch maakte de illustraties op basis van schetsen en aquarellen van Haeckel. 

## Galerij van prenten
Haeckels originele classificaties zijn weergegeven in cursief.

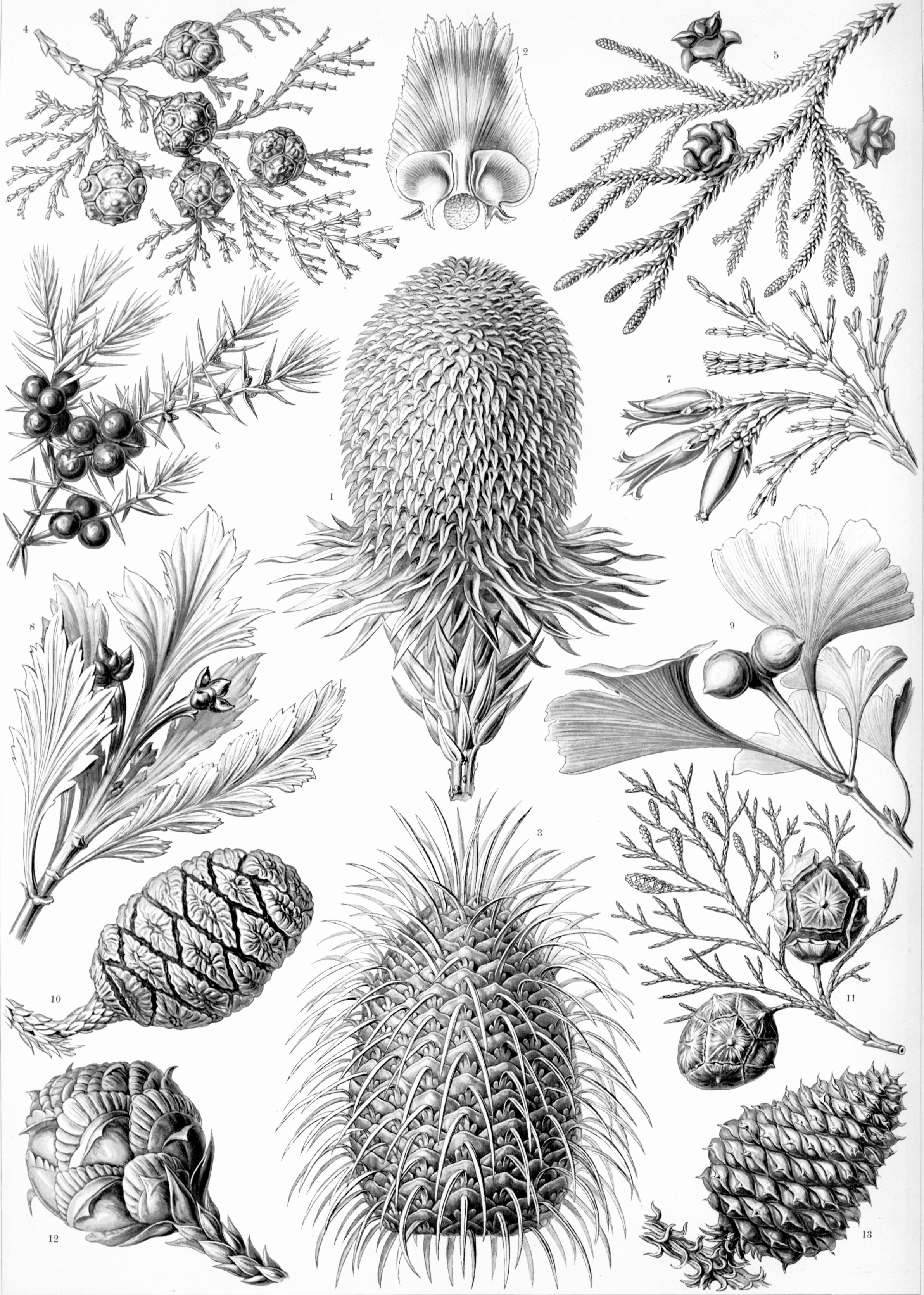
Coniferen (Coniferae)
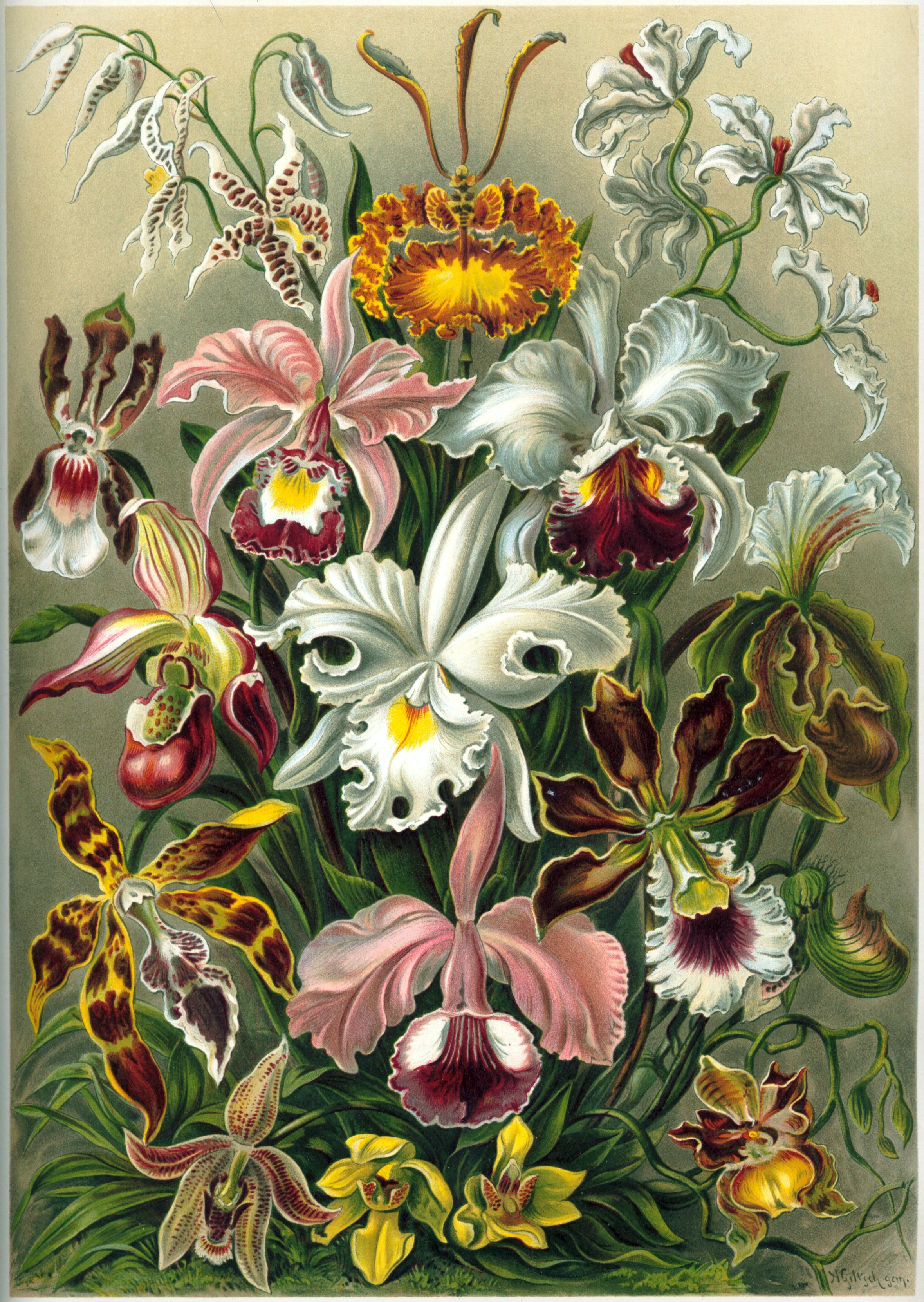
Orchideeën (Orchidae)
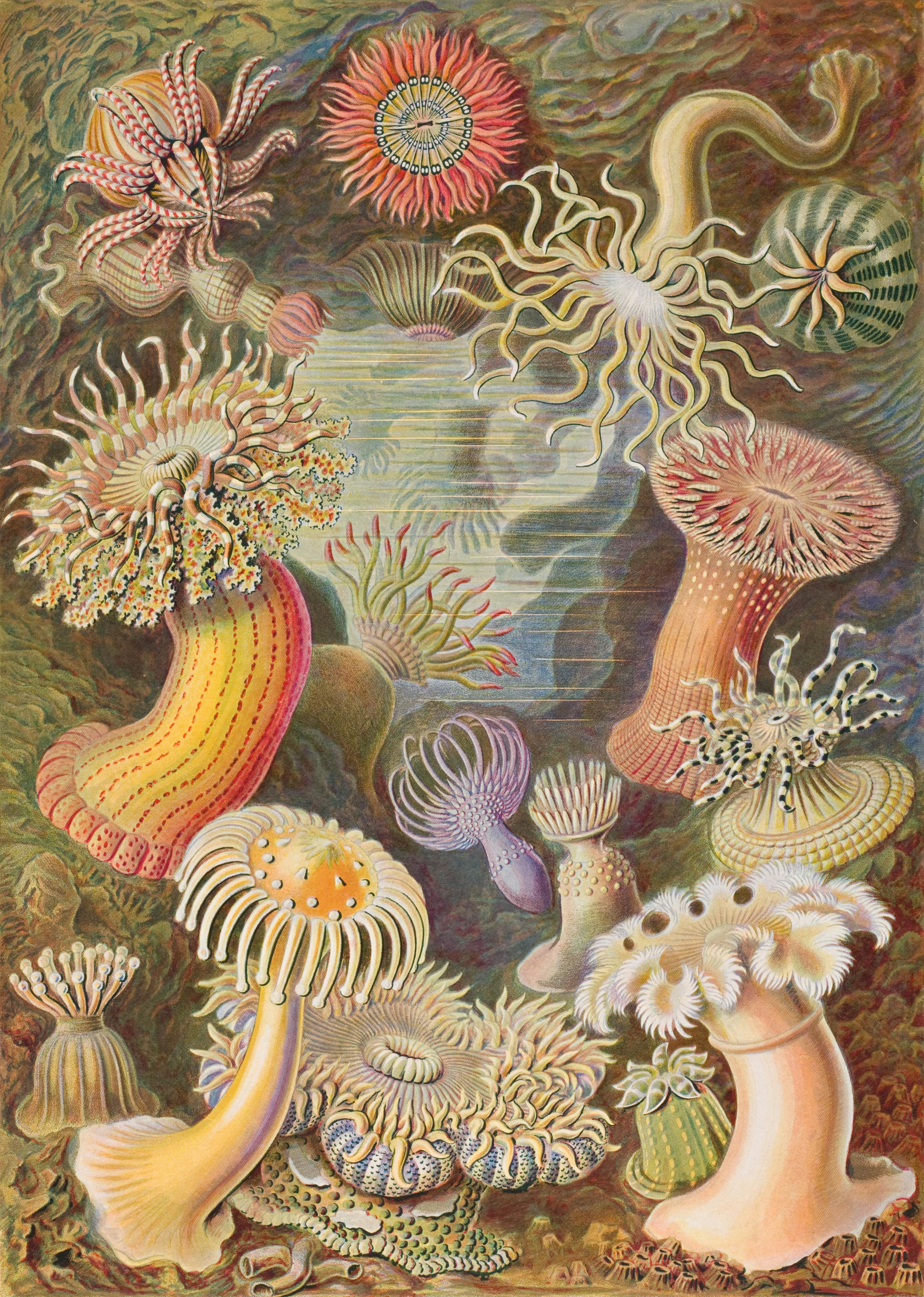
Zeeanemonen (Actiniae)
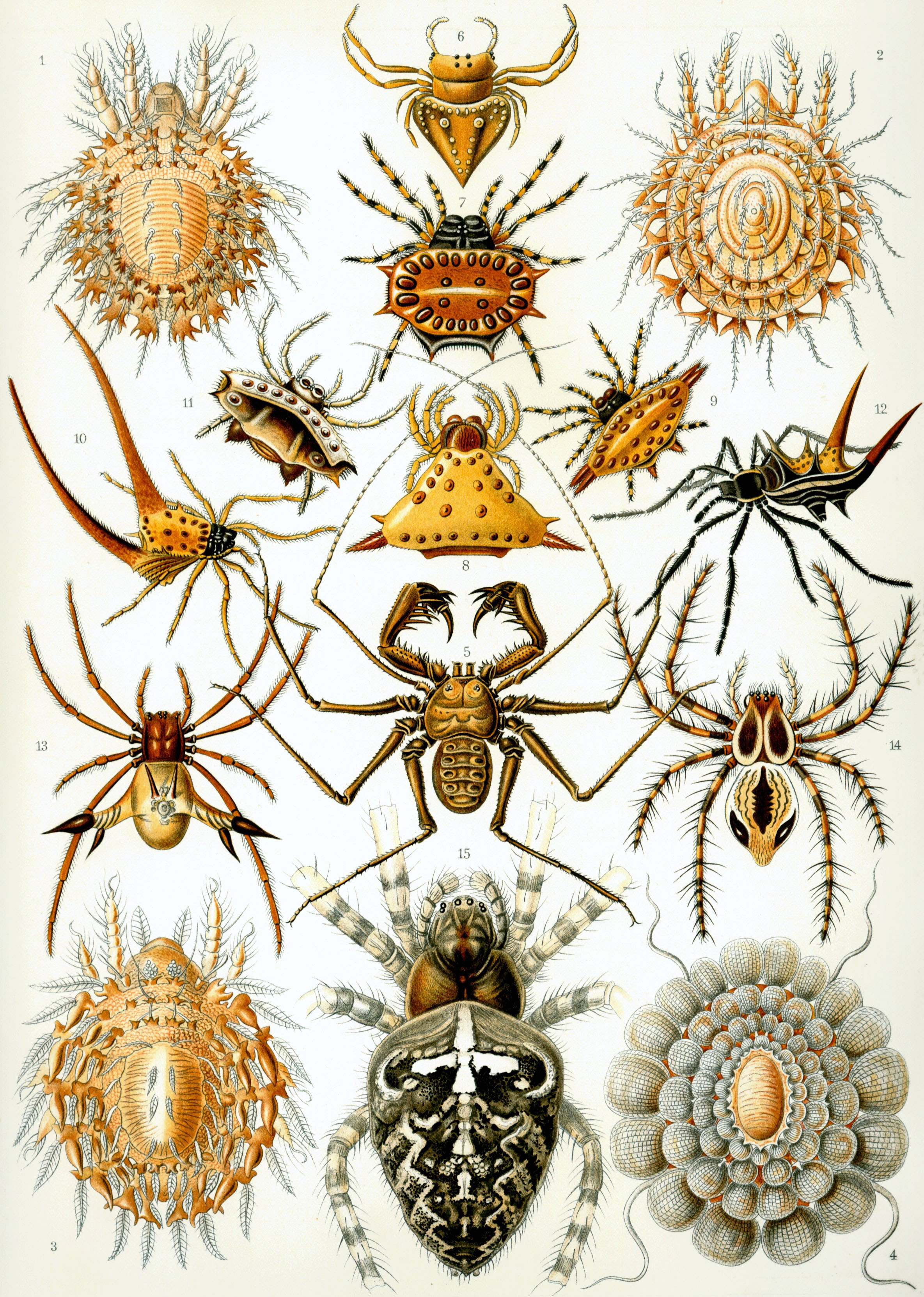
Spinachtigen (Arachnida)
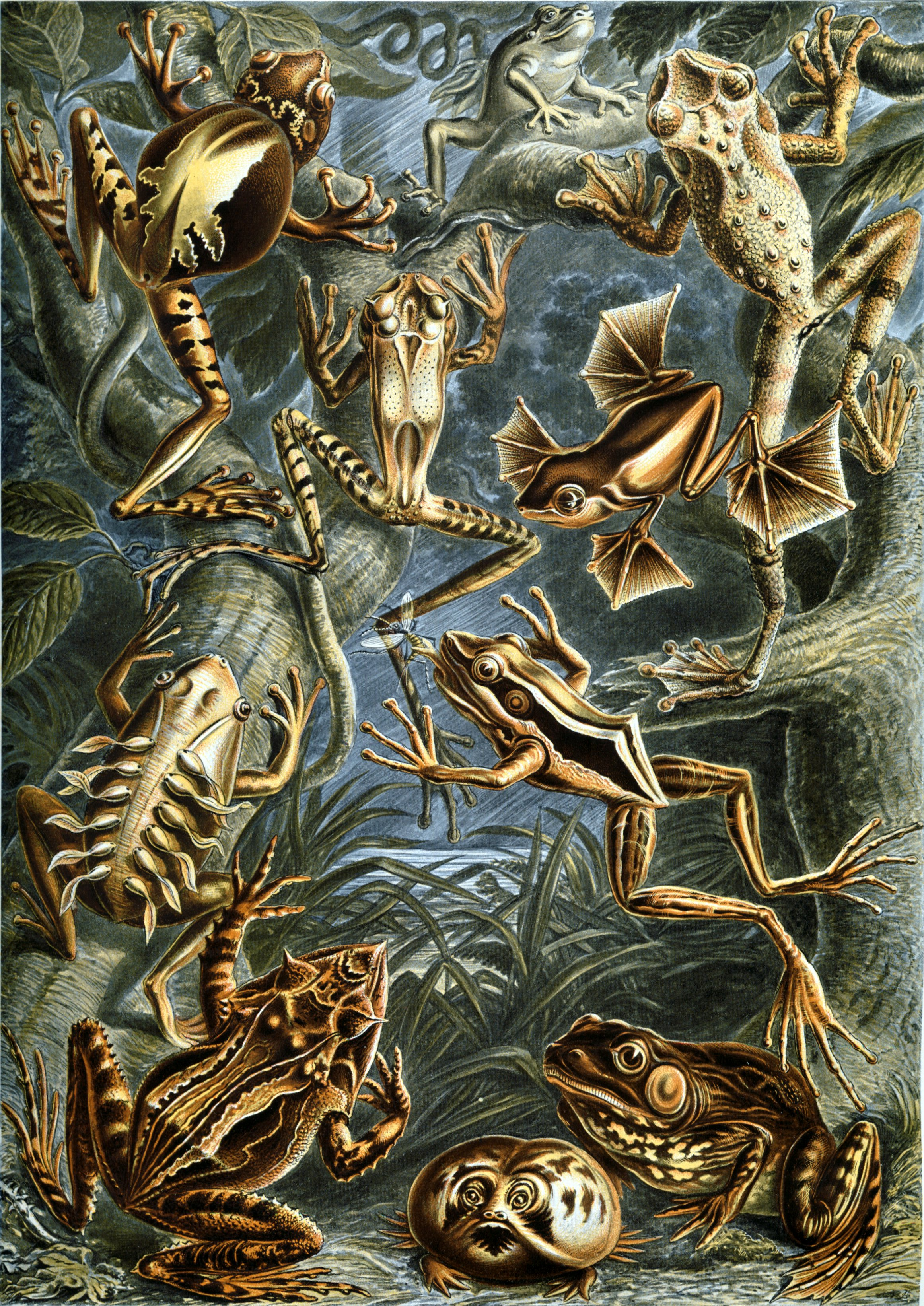
Kikkers (Batrachia)
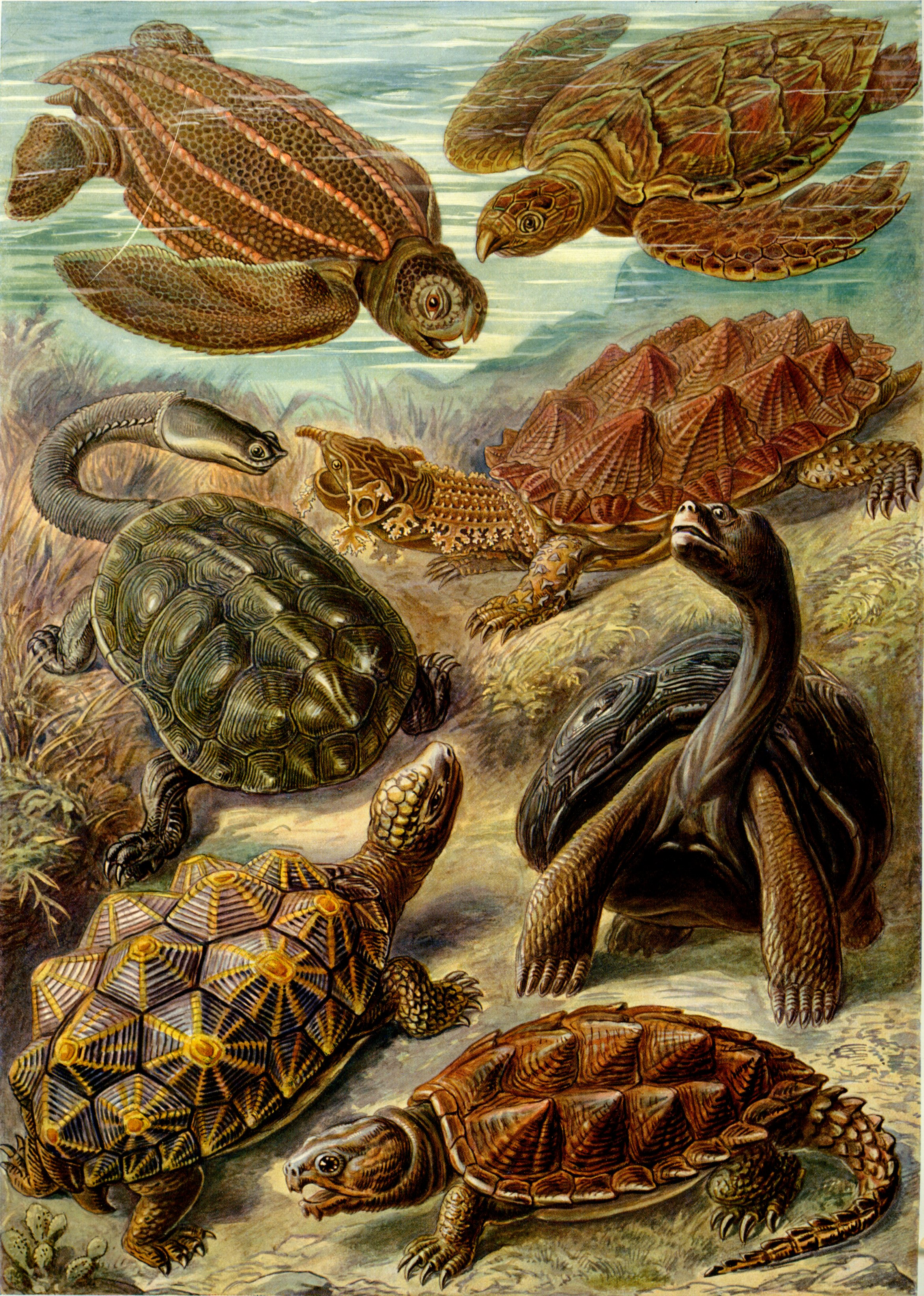
Schildpadden (Chelonia)
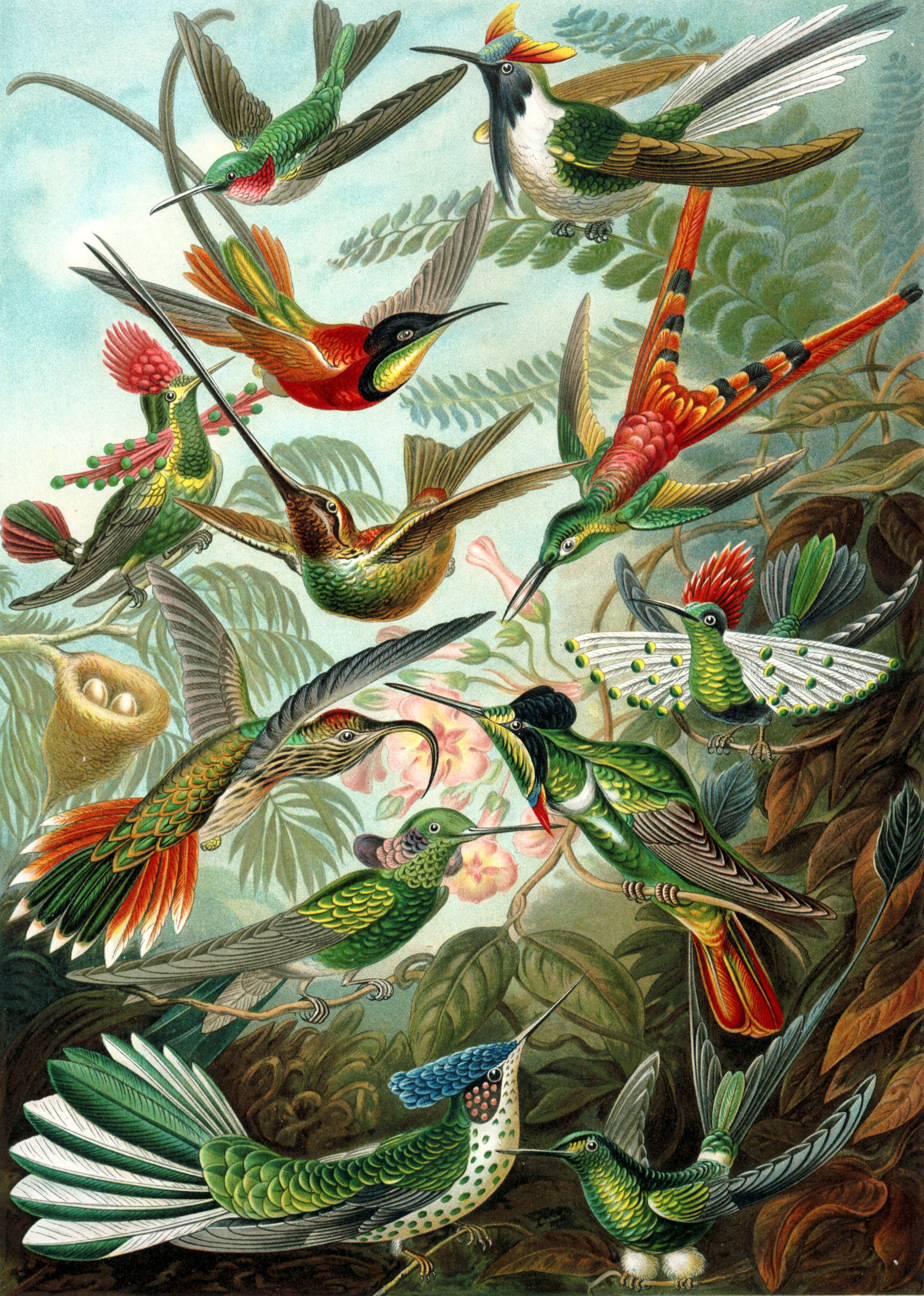
Kolibries (Trochilidae)
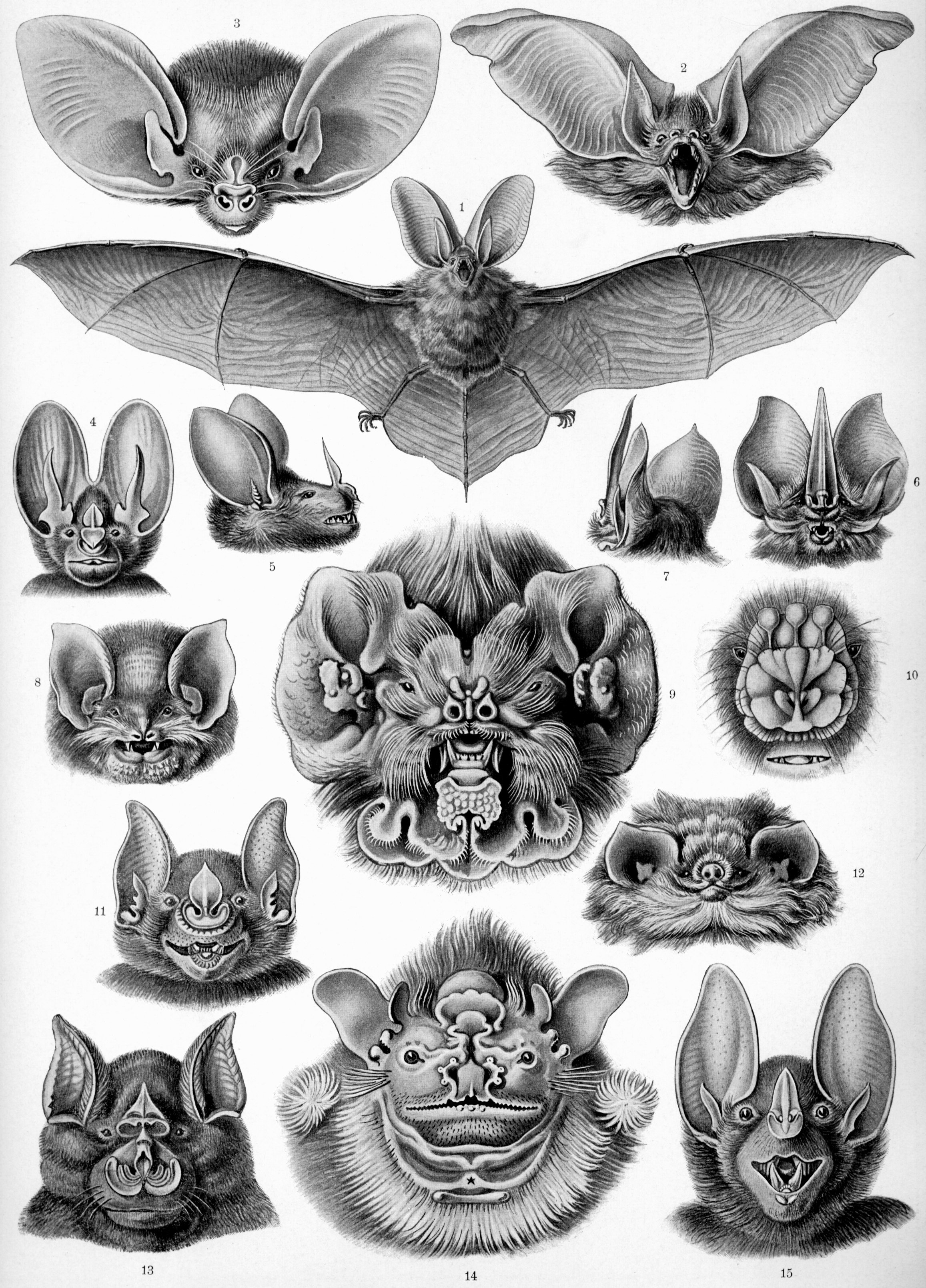
Vleermuizen (Chiroptera)